# GM-94榴彈發射器
GM-94是由俄罗斯KBP儀器設計局所研發的一款泵動式榴彈發射器，目前正被俄羅斯聯邦安全局和俄羅斯聯邦國家近衛軍的特種部隊所使用，並曾參與於北高加索地區的反叛亂行動。

## 設計

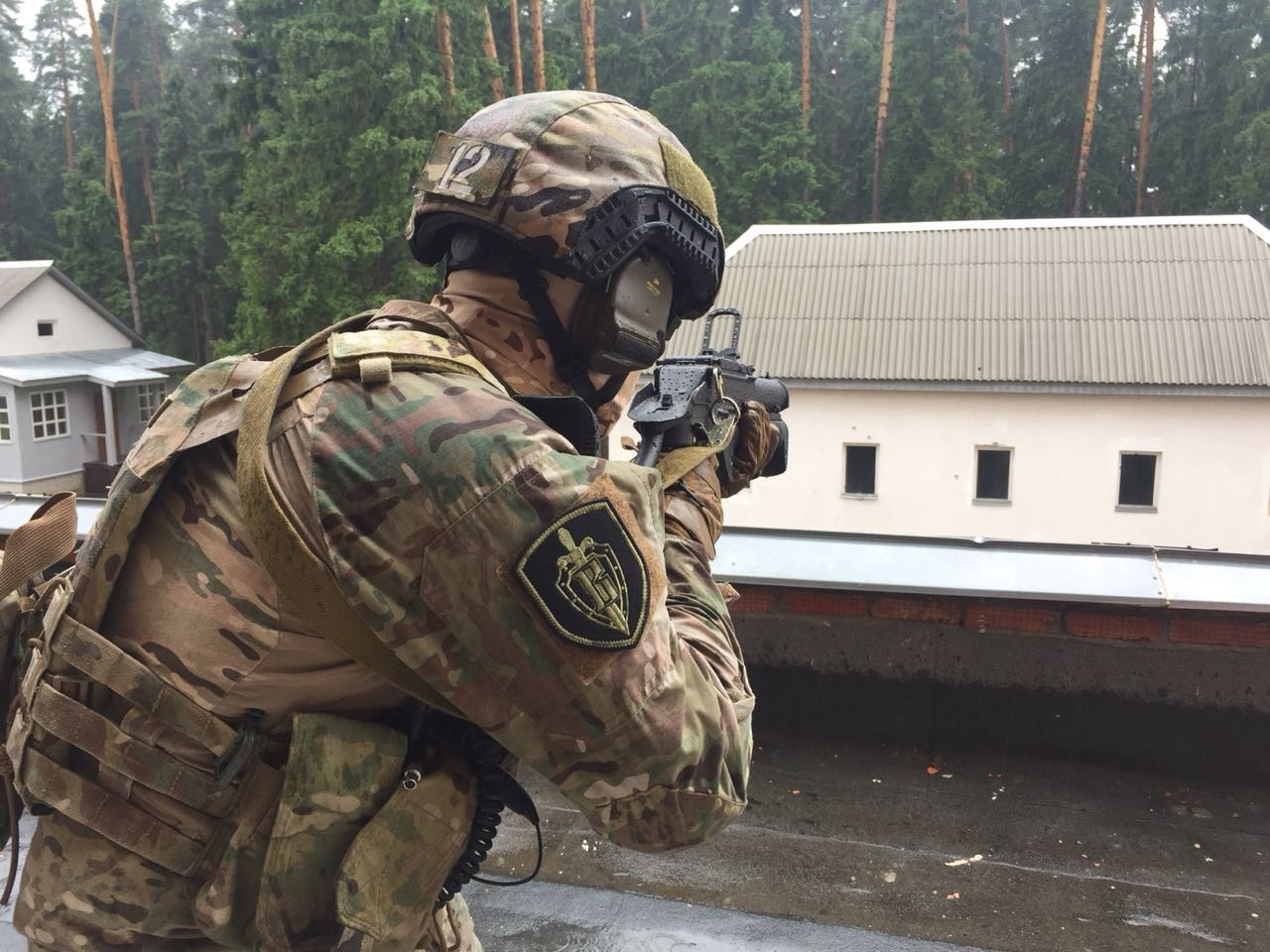
一名手持GM-94的信號旗部隊幹員，攝於2018年

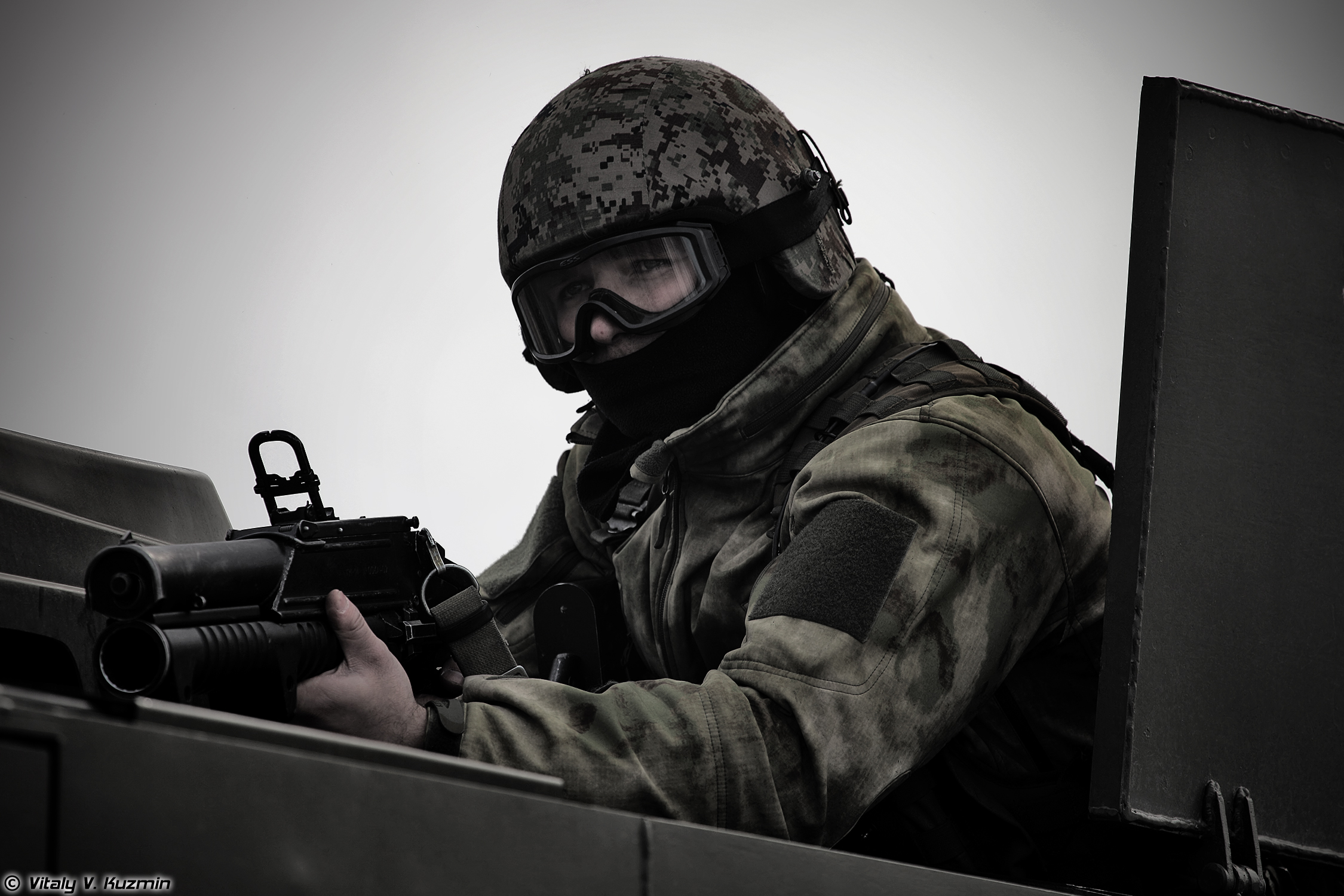
第604特別用途中心的幹員使用GM-94

GM-94是一種短程武器，其最小安全距離只有10米，並適合用於近距離的室內戰鬥。該武器設計和操作方式都十分簡單，因此它能夠在塵土飛揚和骯髒的環境下都能操作如常，並能在沉浸過於水底後立刻取出射擊。
與大部份泵動式槍械不同，GM-94的上膛方式是“顛倒”的，即是把護木向前推，然後再拉回後面，類似的還有RMB-93泵動式霰彈槍。
該武器能夠發射各種榴彈，包括：高爆彈、破片彈、溫壓彈、煙霧彈、催淚彈、橡膠彈以及其他非致命彈藥。
GM-94目前已裝備於俄羅斯聯邦國家近衛軍及俄羅斯聯邦安全局的特種部隊，並已出口到哈薩克以及利比亞等國家。

## 使用國
- 白俄羅斯
  - 白俄羅斯共和國國家安全委員會阿爾法小組[1]
- 印度
- [2]
- 利比亞
- 蒙古国[3]
- 俄羅斯
  - 俄羅斯聯邦武裝力量
  - 俄羅斯聯邦安全局
  - 俄羅斯聯邦內務部
  - 俄羅斯聯邦國家近衛軍
  - 俄羅斯聯邦警衛局
- 乌克兰
  - 烏克蘭武裝部隊[a]
  - 烏克蘭安全局[4]

## 登場作品

### 電子遊戲
- 2012年—：命名為“GL-94”，載彈量3+1發，奇怪的退膛時會掉出原整的榴彈而非彈殼。
- 2014年—：命名為“GL-94”，載彈量3+1發。